# O-PLUX
O-PLUX（オープラックス）は、かっこ株式会社の提供するEC事業者向けの不正注文検知サービス。国内No.1の導入実績となっている。

## 概要
O-PLUX（オープラックス）はECにおける注文データを分析することで、代金未回収となり得る注文をリアルタイムに検知するSaaS型の不正注文検知サービス。
AI・統計学・数理最適化といったデータサイエンスの技術で独自の検知モデルを構築し、日本語独特の表記ゆれを名寄せする正規化機能（注1）や、注文のあった端末を特定するデバイス認証機能（注2）により、単純なブラックリスト照合や担当者の目視による審査ではなしえなかった検知精度を実現。
また、購入時にパスワード入力等を求める本人認証と違い、画面遷移なく審査可能なため、購入者の操作性・利便性を損ねることなく不正対策が可能になる。
日本国内のECサイトにおける有償の不正検知サービスの導入件数シェアNo.1を獲得。
オンラインでのクレジットカード不正利用、悪質転売、代引引換注文での受取拒否やアフィリエイト報酬を狙ったなりすまし注文等を防ぐことができる。
※注1:表記の異なる同一情報（例えば、「赤坂一丁目５番31号」と「赤坂１－５－31」）を一定のルールに基づいて変形し、表記を揃える機能。
※注2:IPアドレス、cookie、言語設定等の端末に関する様々な情報や設定をもとに、注文のあった端末を特定する機能。

## 歴史

### 2012年6月
不正注文検知サービス「O-PLUX」をリリース

### 2018年5月
「O-PLUX あんしんパック」をリリース

### 2020年6月
「O-PLUX」の無形商材対応サービス「O-PLUX for トラベル」など3サービスをリリース 

### 2020年10月
「O-PLUX」が「Salesforce Commerce Cloud」と連携

## 特徴
国内開発・国内サポートのSaaS型不正検知サービス。
最新の不正手口に対応：加盟店20,000サイト超の大量データを日々審査するため、1社では気づかないような不正傾向や手口をいち早く察知。また不正傾向に合わせ、空き室情報、電話番号利用状況、海外転送サービスなどの外部データベースも活用。
独自のデータサイエンスの技術で高精度の不正検知を実現：AI・統計学・数理最適化といったデータサイエンスの技術でこれまでの不正傾向をベースに独自の検知モデルを構築。
多数のECシステム、決済事業者と提携：システム開発コストや手間を最小限に導入可能。
その他特徴は以下の通り。
- クレジット決済のほか、後払い・代引きといった日本国内特有の決済方法で発生する不正注文にも対応。
- EC事業者の規模に応じた連携方法がある（API・TAG・CSV連携）。
- 特許取得[2]の名寄せ技術を使用。
- 利用サイトで共有するネガティブ情報を保有。
- ビッグデータ解析による不正者の行動パターン洗い出しが可能。
- 多数のECヴェンダーとの連携実績あり。
- RPAを活用して業務効率削減が可能。

## メディア掲載
2016年2月19日
朝日新聞「空き室を使った詐欺、ネット通販で急増」
2016年10月31日
日本経済新聞「かっこ開発費を無償提供　不正検知とRPAの連携で」
2020年1月7日
日本経済新聞「クレジット情報流出倍増34万件　昨年のネット通販サイト」
2020年8月5日
日本経済新聞「通販の不正決済2割増　マスクが当選　偽メール横行　2～5月巣ごもり需要狙う」
2021年6月30日
繊研新聞「増加するアパレルECへの不正アクセス・不正購入セキュリティ対策は経営課題に」
2021年6月24日
Yahoo!ニュース「横行する不正注文の実態を暴く！今、飲食店の電話番号が悪用されている。」

## 沿革
- 2012年
  - 不正検知サービスO-PLUX リリース
- 2015年
  - 審査対象2,000サイト突破
- 2016年
  - 審査対象8,500サイト突破
- 2017年
  - 3月 審査対象9,000サイト突破
  - 9月 審査対象10,000サイト突破
- 2019年
  - 1月 審査対象20,000サイト突破